# Профилин
Профилин — это актин-связывающий белок, участвующий в обеспечении динамической нестабильности и реструктуризации актинового цитоскелета. 

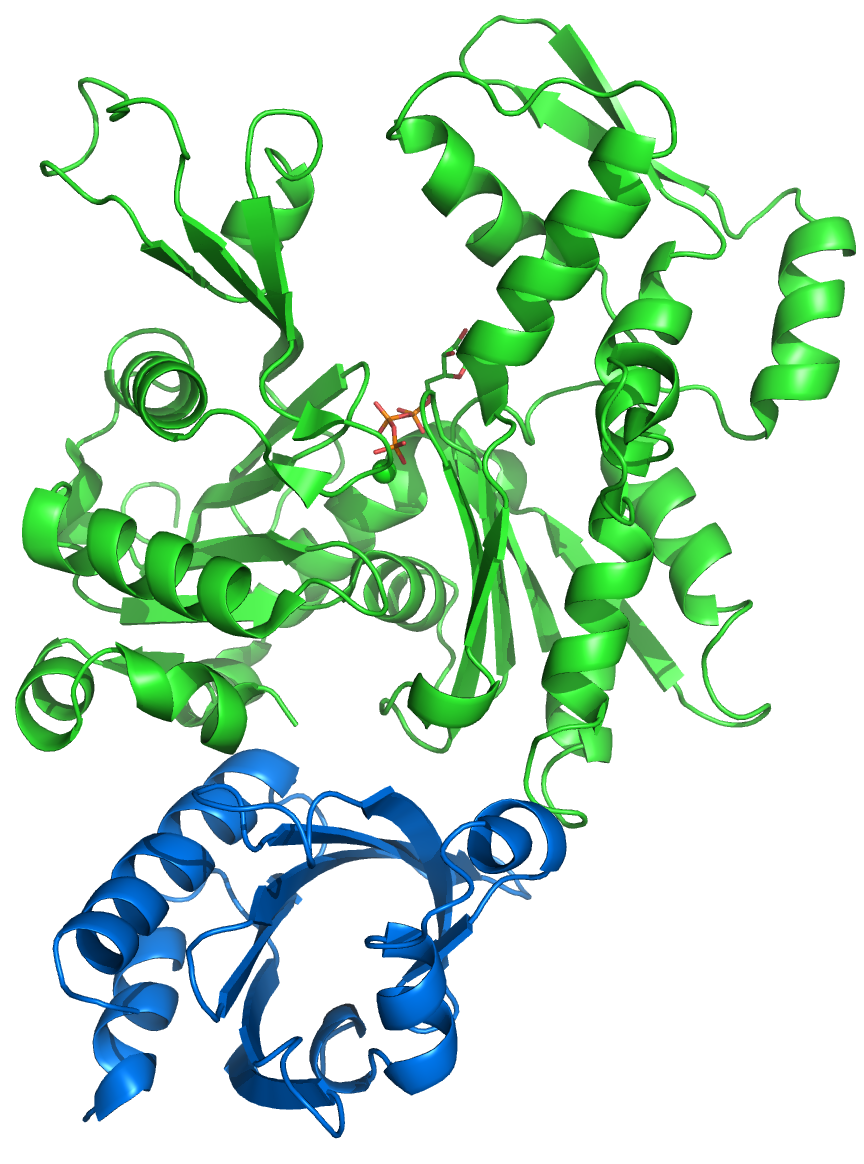
Профилин (синий) совместно с актином (зелёный). (PDB код: 1BTF)

Профилин найден во всех эукариотических организмах в большинстве клеток. Профилин важен для пространственного и временного контроля роста актиновых
филаментов, который является естественным процессом при клеточном движении и смене клеточной формы. Эта реструктуризация актинового цитоскелета сопровождает
такие процессы, как развитие органов, заживление ран и уничтожение инфекционных агентов клетками иммунной системы.
Профилин также связывает последовательности, богатые пролином, в различных белках. Несмотря на то, что большая часть профилина связана с актином, у него ещё
есть более 50 партнёров для связывания, многие из которых родственны актину. Профилин также вовлечён в процессы, происходящие в клеточном ядре, такие, как
сплайсинг мРНК.
Профилин связывает некоторые виды мембранных фосфолипидов (фосфатидилинозитол 4,5- бифосфат и инозитолтрифосфат). Функция этих взаимодействий -
поддержание профилина в неактивной форме. Он может быть активирован действием фермента фосфолипазы С.
Профилин — главный аллерген, содержащийся в пыльце берёзы и многих травянистых растений.